# Olisipografia
Olisipografia é a designação dada ao estudo das temáticas culturais, históricas, sociais e económicas que versam sobre a cidade de Lisboa.
Júlio de Castilho é considerado o pai da olisipografia. Apesar de ter havido muitos autores antes dele, a aproximação dos antigos não primava pelo rigor, mas sim pela fantasia, auto-glorificação gratuita e ausência de espírito crítico.